# Don’t Come Easy
A Don’t Come Easy (magyarul: Nem jön könnyen) az ausztrál Isaiah dala, mellyel Ausztráliát képviselte a 2017-es Eurovíziós Dalfesztiválon, Kijevben. A dal belső kiválasztás során nyerte el az eurovíziós indulás jogát, és 2017. március 7-én mutatták be nyilvánosan.

## Eurovíziós Dalfesztivál
A dalt az Eurovíziós Dalfesztiválon először a május 9-i első elődöntőben adta elő, fellépési sorrendben harmadikként a Grúziát képviselő Tamara Gachechiladze Keep the Faith című dala után, és az Albániát képviselő Lindita World című dala előtt. Az elődöntőből a hatodik helyen jutott tovább a május 13-i döntőbe, ahol fellépési sorrendben tizennegyedikként lépett fel a Horvátországot képviselő Jacques Houdek My Friend című dala után, és a Görögországot képviselő Demy This Is Love című dala előtt. A pontozás során a zsűri szavazáson összesítésben a negyedik helyen végzett 171 ponttal, míg a nézői szavazáson a huszonötödik, utolsó előtti helyen végzett 2 ponttal, így összesítésben 173 ponttal a verseny kilencedik helyezettje lett.
A következő ausztrál induló Jessica Mauboy We Got Love című dala volt a 2018-as Eurovíziós Dalfesztiválon.